# جان میلجان
جان میلجان (انگلیسی: John Miljan؛ ۹ نوامبر ۱۸۹۲ – ۲۴ ژانویهٔ ۱۹۶۰) بازیگر اهل ایالات متحده آمریکا بود.
از فیلم‌هایی که وی در آن نقش داشته است، می‌توان به طلای ساتر، خوش‌اخلاق باش بانو، آدمکش‌ها، سامسون و دلیله، مردگان پیراهن راه راه نمی‌پوشند، ده فرمان، اما، شبح اپرا، ماه نو، مرد آهنی، میسیسیپی، پسر هند، ام، زن مطلوب و شعله اشاره کرد.